# Gerardo Ernesto Salas Arjona
Mons. Gerardo Ernesto Salas Arjona (* 20. října 1966, Bailadores) je venezuelský římskokatolický duchovní a biskup Acarigua-Araure.

## Život
Narodil se 20. října 1966 v Bailadores.
Po studiu teologie a filosofie ve vyšším semináři v Méridě, získal na Institutu Santa Giustina v Padově licenciát z teologie. Dne 22. srpna 1992 jej arcibiskup Baltazar Enrique Porras Cardozo vysvětil na kněze. Po vysvěcení se stal knězem farnosti Ducha svatého v Ejido. Následně přešel do farnosti svatého Bonaventury v Matrizu.
Dále zastával službu faráře farnosti svatého apoštola Jakuba v La Puntě, svatého archanděla Michaela v El Llano a Panny Marie Růžencové v Méridě.
Byl profesorem a akademickým ředitelem vyššího semináře v Méridě. Před jmenováním biskupem byl podsekretářem Venezuelské biskupské konference.
Dne 22. srpna 2022 jej papež František jmenoval biskupem Acarigua-Araure. Biskupské svěcení přijal 5. listopadu 2022 z rukou kardinála Baltazara Enrique Porras Cardozo. Spolusvětiteli byli arcibiskup Jesús González de Zárate Salas a biskup Gonzalo Arturo Bravo Álvarez.